# Sebastián Anaya
Sebastián Giannini Anaya Gálvis (Palotal, 19 de febrero de 1991) es un ciclista profesional venezolano.
Ha participado en la Vuelta al Táchira, Vuelta a Venezuela y otras competencias nacionales.

## Palmarés
2008
- 1.º en Campeonato de Venezuela de Ciclismo en Ruta, Ruta, Juniores, Valencia  Venezuela

2011
- 10.º en Clasificación General Final Vuelta al Táchira  Venezuela
- 2.º en Campeonato Nacional, Ruta, Elite, Venezuela, Barcelona  Venezuela

1.º en Campeonato de Venezuela de Ciclismo en Ruta, Ruta, sub-23, Barcelona  Venezuela
3.º en Campeonato de Venezuela de Ciclismo en cri, Ruta, sub-23, Barcelona  Venezuela
- 30.º en Clasificación General Final UCI America Tour 2011-2012

2012
- 10.º en 6.ª etapa Giro del Valle de Aosta  Italia
- 39.º en Clasificación General Final Gran Premio Capodarco  Italia

2013
- 34.º en 3.ª etapa Tour de Bretaña  Francia

2014
- 1.º en 3.ª etapa parte B Tour de Szeklerland, Miercurea-Ciuc  Rumania
- 3.º en 3.ª etapa parte A Tour de Szeklerland  Rumania
- 2.º en Clasificación General Final Montaña Tour de Szeklerland  Rumania
- 5.º en Clasificación General Final Puntos Tour de Szeklerland  Rumania
- 10.º en Clasificación General Final Tour de Szeklerland  Rumania
- 6.º en Clasificación General Final Montaña Dookola Mazowsza  Polonia

## Equipos
- 2014  Lotería del Táchira
- 2014  Tuşnad Cycling Team